# Criptomelano
El criptomelano o criptomelana es un mineral óxido de composición K(Mn4+,Mn3+)8O16.
Su nombre, asignado por Wallace E. Richmond y Forrest A. Gonyer en 1942, proviene de los términos griegos κρυπτοζ, «oculto», y ρελαζ, «negro», ya que la identidad de este mineral común era ignorada al formar parte del «psilomelano», nombre colectivo que agrupa varios óxidos de manganeso.
Otro nombre que recibe este mineral es el de ebelmenita.

## Propiedades
El criptomelano es un mineral opaco, de color pardo o blanco grisáceo, con brillo resinoso, apagado o terroso.
Es frágil, tiene una dureza de 6 a 6,5 en la escala de Mohs —comparable a la de la ortoclasa y la pirita—  y una densidad media de 4,36 g/cm³.
Es muy soluble en ácido clorhídrico.
Cristaliza en el sistema monoclínico, clase prismática.
Es isoestructural con la coronadita, ferrihollandita, hollandita, manjiroíta y strontiomelano. Visualmente resulta indistinguible de la hollandita y de otros minerales óxidos de manganeso; en este sentido, los óxidos de manganeso se identifican mejor por espectroscopia en el infrarrojo lejano que por difracción de rayos X.
Es miembro del grupo mineralógico de la coronadita, siendo además miembro del supergrupo de la hollandita.
Por otra parte, existe una variedad de este mineral rica en talio que recibe el nombre de criptomelano de talio ((K,Tl)(Mn4+,Mn3+)8O16).
El criptomelano tiene un contenido aproximado de manganeso y potasio del 60% y del 5,3% respectivamente; como principales impurezas puede contener zinc —con un contenido del 5,2% de ZnO en muestras de la localidad tipo—, hierro y sodio.
Es un mineral ligeramente radioactivo, siendo la radioactividad que emite apenas detectable.

## Morfología y formación
El criptomelano solo ocasionalmente forma cristales subhédricos, de hasta 2 mm de longitud. Habitualmente aparece como masas compactas de grano fino, o como agregados arracimados o fibrosos, todos los hábitos en un mismo ejemplar. Forma maclas en (010) y (101), produciendo una celda unidad pseudotetragonal.
Es un mineral común de depósitos de manganeso oxidados. Se encuentra en espacios abiertos o reemplazando minerales primarios que contienen manganeso. Aparece asociado a pirolusita, nsutita, braunita, calcofanita, manganita y otros minerales óxidos.

## Yacimientos
La localidad tipo se encuentra en Tombstone (Arizona, Estados Unidos). En este mismo estado hay depósitos en Patagonia, en las sierras de Santa Rita y Artillery, en el río Agua Fría, así como en la mina Reymert, antigua mina subterránea de Ag-Cu-Au-Pb-Mn-Zn próxima a la población de Superior.
También se localizan yacimientos de mineral puro en sierra Maestra (provincia de Santiago de Cuba) y en Corumbá (Mato Grosso do Sul, Brasil).
Alemania cuenta con numerosos depósitos (en los montes Metálicos, Alta Lusacia y Glauchau) y también Francia (Monteils, Argut-Dessous y Alban, en Occitania).
En España hay depósitos en la mina La Serrana, antigua explotación en la provincia de Tarragona que comprende dos explotaciones distintas con dos escombreras separadas, y en la mina de Soloviejo (Huelva), mina de manganeso actualmente abandonada.